# جوزيف جو موراي
دكتور جوزيف جو موراي، هو ناشط عالمي أصم وُلد في ولاية كونيتيكت. حاليا هو سابع رئيس للاتحاد العالمي للصم منذ يوليو 2019، حيث كان سابقا مستشارا في مجال حقوق الإنسان واللسانيات لمدة عشرين عاما تقريبا. وهو أيضًا أستاذ مشارك في لغة الإشارة الأمريكية ودراسات الصم في جامعة غالوديت، وكذلك محرر مشارك لكتاب Deaf Gain: Raising the Stakes of Human Diversity (2014)، مع ديركسين بومان.

## سيرته الشخصية

### الشباب والتعليم
ولد جوزيف جو موراي أصما في ولاية كونيتيكت. والديه جون وكارول هما أيضا عاملان أصمان من ماساتشوستس. لديه أخت كبرى تدعى ستيلا. درس جده من الأب في مدرسة هوراس مان للصم في بوسطن.
في سن الثانية عشرة، كان هو الأصم الوحيد من فصله في المدرسة، حيث قابل اثنين أصمين آخرين في فصل منفصل عن فصله. وكان ناشطا ومؤسسا ومديرا لصحيفة مدرسية.
تم قبوله في جامعة نورث إيستيرن في بوسطن، ولكن، ليتمكن من دفع مصاريف الفصول الدراسية الثلاثة، توجب عليه العمل ثلاث وظائف ليلًا ونهارًا كمساعد صف للأطفال المصابين بالتوحد والمعوقين خلال النهار وبائعا في متجر ليلا. أنشأ نادي الصم بجامعة نورث إيستيرن مع أصدقائه الصم بهدف إلحاق طلاب المدارس الثانوية الصم بالجامعة. التقى المدرسين سو فيليب وباربرا جان وود وماري جان فيليب. في نهاية الفصل الدراسي الثالث حصل على منحة.
في منتصف التسعينات، في سن التاسعة عشرة، كان نائب رئيس جمعية ولاية ماساتشوستس للصم. في العام التالي، ذهب إلى واشنطن للمشاركة كعضو في هيئة التعليم في لجنة العمل والموارد البشرية، برئاسة السناتور إدوارد م. كينيدي.
بعد إقامته في واشنطن، كان أول طالب من جامعة نورث إيسترن يغادر إلى بلجيكا ولندن، إنجلترا، بصحبة مترجم لغة الإشارة الأمريكية، للدراسة لمدة عام. في بلجيكا، التقى بالصم، الذين تواصل معهم لأول مرة بلغة الإشارة الدولية في نادي «مادوسا» في أنتويرب.
وعاد إلى واشنطن وعاد إلى جامعة غالوديت، حيث كان رئيس تحرير باف آند بلو، ومقدما لبرنامج تيليفزيوني ومتدربا في ديف موزاييك مع مجموعة صغيرة من طلاب الإنتاج الفني المسموع والمرئي.
في عام 1995، كان نائب رئيس قسم الشباب في الاتحاد العالمي للصم. في عام 1999، كان رئيسًا للقسم حتى عام 2003.
في عام 2003، كان عضوًا في مجلس الاتحاد العالمي للصم، قبل أن يصبح نائبًا للرئيس في عام 2015 ورئيسًا في يوليو 2019.

### كتابديف غين (اكتساب الصمم)
في عام 2014، نشر الباحثان ديركسين بومان وجوزيف موراي كتاب Deaf Gain: Raising the Stakes for Human Diversity . حيث يذكرون فيه تفضيلهم لعبارة «اكتساب الصمم» "deaf gain" بدلاً من «فقدان السمع» "deaf loss".

### حياته الخاصة
في عام 1995، التقى جوزيف جو موراي في سويسرا بكلوديا في قسم الشباب في الاتحاد العالمي للصم في النمسا، والتي غادر معها للعيش والعمل في النرويج. هما متزوجان ولهما ابن يُدعى جوشوا ولد في الولايات المتحدة، وابنة تُدعى إيلا ولدت في النرويج. كعائلة، يتواصلون بلغة الإشارة الألمانية السويسرية، وكذلك بلغة الإشارة الأمريكية لآبائهم وبلغة الإشارة النرويجية.

## مساره في الحياة السياسية
- نائب رئيس قسم الشباب بالاتحاد العالمي للصم: 1995-1999
- رئيس قسم الشباب بالاتحاد العالمي للصم: 1999-2003
- عضو مجلس الاتحاد العالمي للصم: 2003-2015
- نائب رئيس الاتحاد العالمي للصم: 2015-2019
- رئيس الاتحاد العالمي للصم: منذ 2019

## المنشورات
- H-Dirksen L. Bauman; Joseph J. Murray (2014). Deaf Gain (بالإنجليزية). University of Minnesota Press. p. 95. ISBN:978-0-8166-9122-7. Archived from the original on 2020-04-05..
- Brian H. Greenwald; Joseph J. Murray (2016). In Our Own Hands (بالإنجليزية). Gallaudet University Press. p. 288. ISBN:978-1-56368-660-3. Archived from the original on 2020-04-05..
- Maartje de Meulder; Joseph J. Murray; Rachel McKee (2019). The Legal Recognition of Sign Languages (بالإنجليزية). Multilingual Matters. p. 352. ISBN:978-1-78892-399-6. Archived from the original on 2020-04-05..